# 奧斯尼基 (拉諾夫齊區)
49°50′23″N 26°10′43″E / 49.83972°N 26.17861°E
奧斯尼基（烏克蘭語：Осники），是烏克蘭的村落，位於該國西部捷爾諾波爾州，由克列梅涅茨區負責管轄，始建於1938年，面積0.26平方公里，2001年人口211，人口密度每平方公里811.5人。